# Café Bauer (Leipzig)

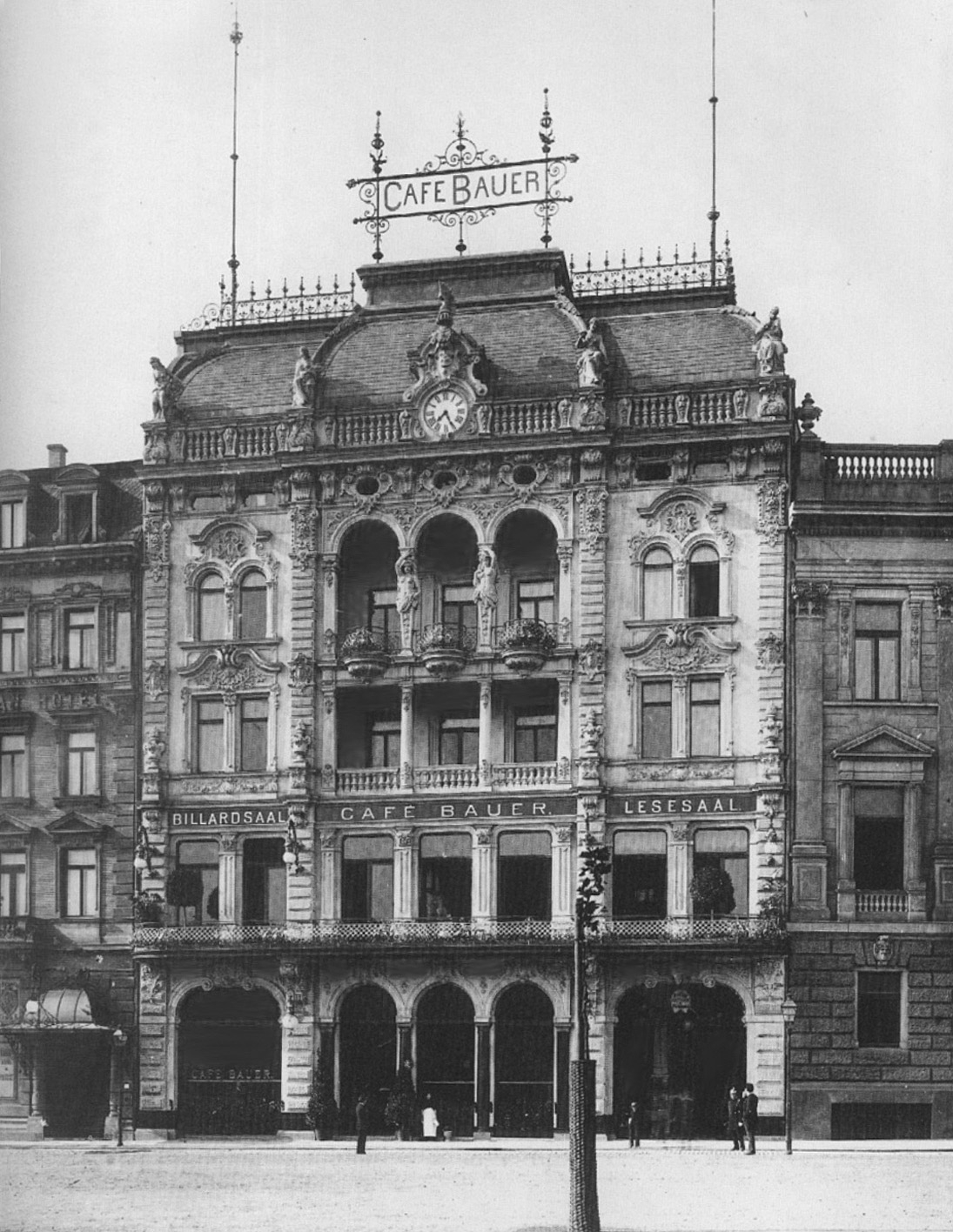
Das Café Bauer um 1900

Das Café Bauer war ein von 1890 bis 1922 betriebenes Kaffeehaus in Leipzig und eines der vornehmsten dieser Zeit.

## Lage
Das Café Bauer befand sich südöstlich der Leipziger Innenstadt am Roßplatz Nr. 6 westlich der Einmündung der Kurprinzstraße (heute Grünewaldstraße) in den Roßplatz. Es war flankiert links vom Hotel de Prusse und rechts vom Gesellschaftshaus der Gesellschaft Harmonie. Seit der Zerstörung im Zweiten Weltkrieg ist das Gelände unbebaut.

## Geschichte
Das Gebäude des Café Bauer, ein  viergeschossiger Wohn- und Geschäftshauskomplex, wurde 1889/90 nach Plänen des Berliner Architekten Albert Bohm (1853–1933) errichtet. Es war eines der bedeutendsten Gebäude des Historismus in Leipzig. Die Fassade vereinte Elemente der Renaissance mit denen von Barock und Rokoko und war mit reichlich figürlichem Schmuck versehen.

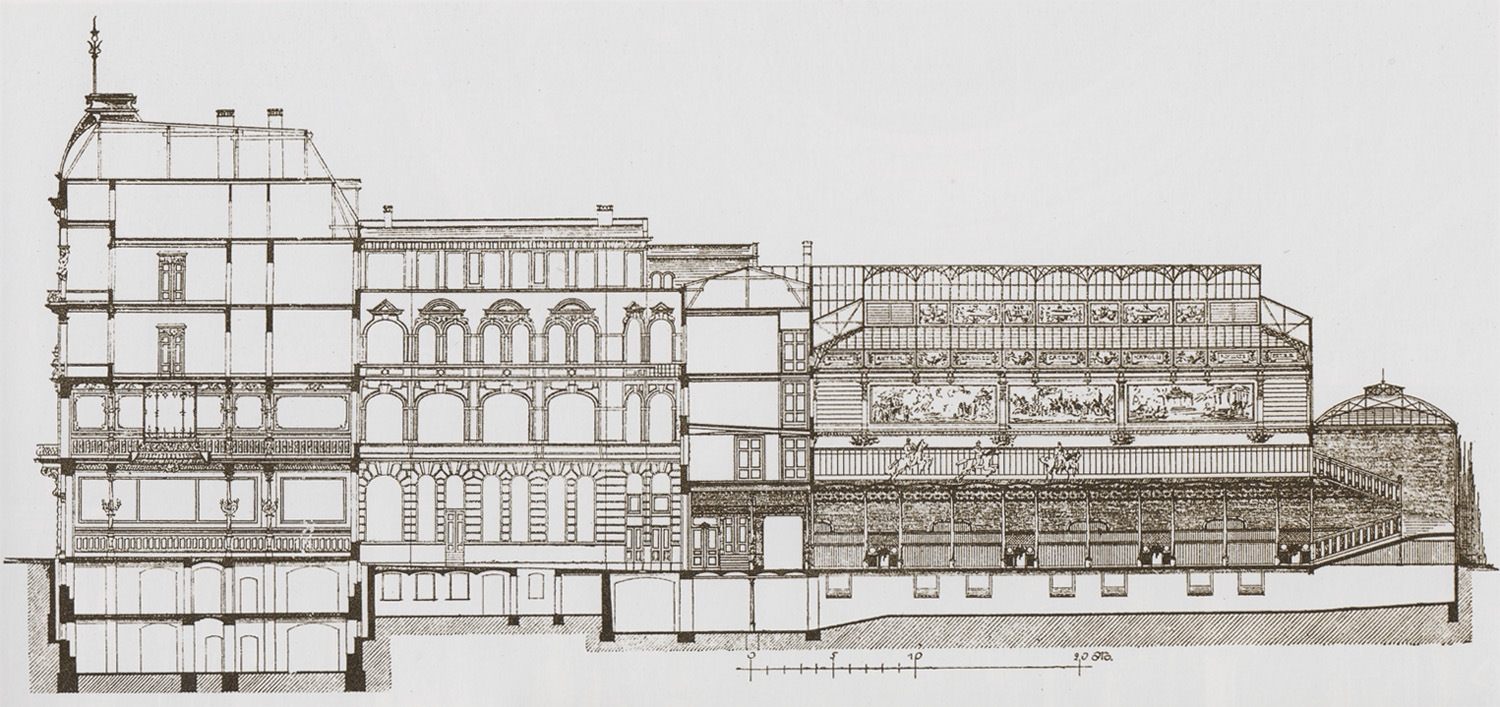
Gebäudequerschnitt mit Reitbahn (Zeichnung von 1888)

Das Grundstück erstreckte sich von der Straße 85 Meter in die Tiefe und war noch mit einem Hinterhaus bebaut, das mit zwei schmalen Seitengebäuden einen kleinen Hof bildete. Noch hinter dem Hinterhaus gab es Pferdeställe mit einer darüber im ersten Stock liegenden, über Rampen zu erreichenden Reitbahn.
Das Café Bauer befand sich im Parterre und im ersten Stock des Vorderhauses. Die prunkvolle Ausstattung der Gasträume hatte das 1878 eröffnete gleichnamige Café in Berlin zum Vorbild. Es gab auch einen Billard- und einen Lesesaal. Das Café war fast rund um die Uhr, nämlich bis früh 4.00 Uhr, geöffnet. Es diente auch als Veranstaltungslokal verschiedener Vereine.
Zu Beginn des Ersten Weltkriegs wurde der französischstämmige Begriff „Café“ durch „Kaffeehaus“ ersetzt. Während des Krieges und den unruhigen Jahren danach wurden die wirtschaftlichen Schwierigkeiten für das Haus immer größer. Schließlich musste 1922 der Kaffeehausbetrieb ganz eingestellt werden. Die Räume wurden zum Teil in repräsentative Wohnungen umgewandelt oder dienten Ausstellungszwecken. Von 1922 bis 1930 war auch die Leipziger Zweigstelle der Girozentrale des Sächsischen Gemeindeverbandes im Haus eingemietet.
Bereits zu Weihnachten 1912 wurde im Gebäudekomplex das Kino „Picadilly-Lichtspiele“ mit 1.062 Plätzen eröffnet, das sich 1914 patriotisch in „Vaterland-Lichtspiele“ umbenannte. Ab 1918 hieß es „Universum-Lichtspiele“ und ab 1928 „Gloria-Lichtspiele“.
Ende der 1930er Jahre wurde im Gebäude das „Kaffee Astra“ eröffnet, konnte aber nicht an die große Tradition seines Vorgängers anknüpfen. Beim Bombenangriff auf Leipzig am 4. Dezember 1943 wurde das Gebäude zerstört. Die immer noch bestehende Freifläche soll in die Planungen zum Wilhelm-Leuschner-Platz anlässlich der Errichtung des Einheits- und Freiheitsdenkmals Leipzig einbezogen werden.

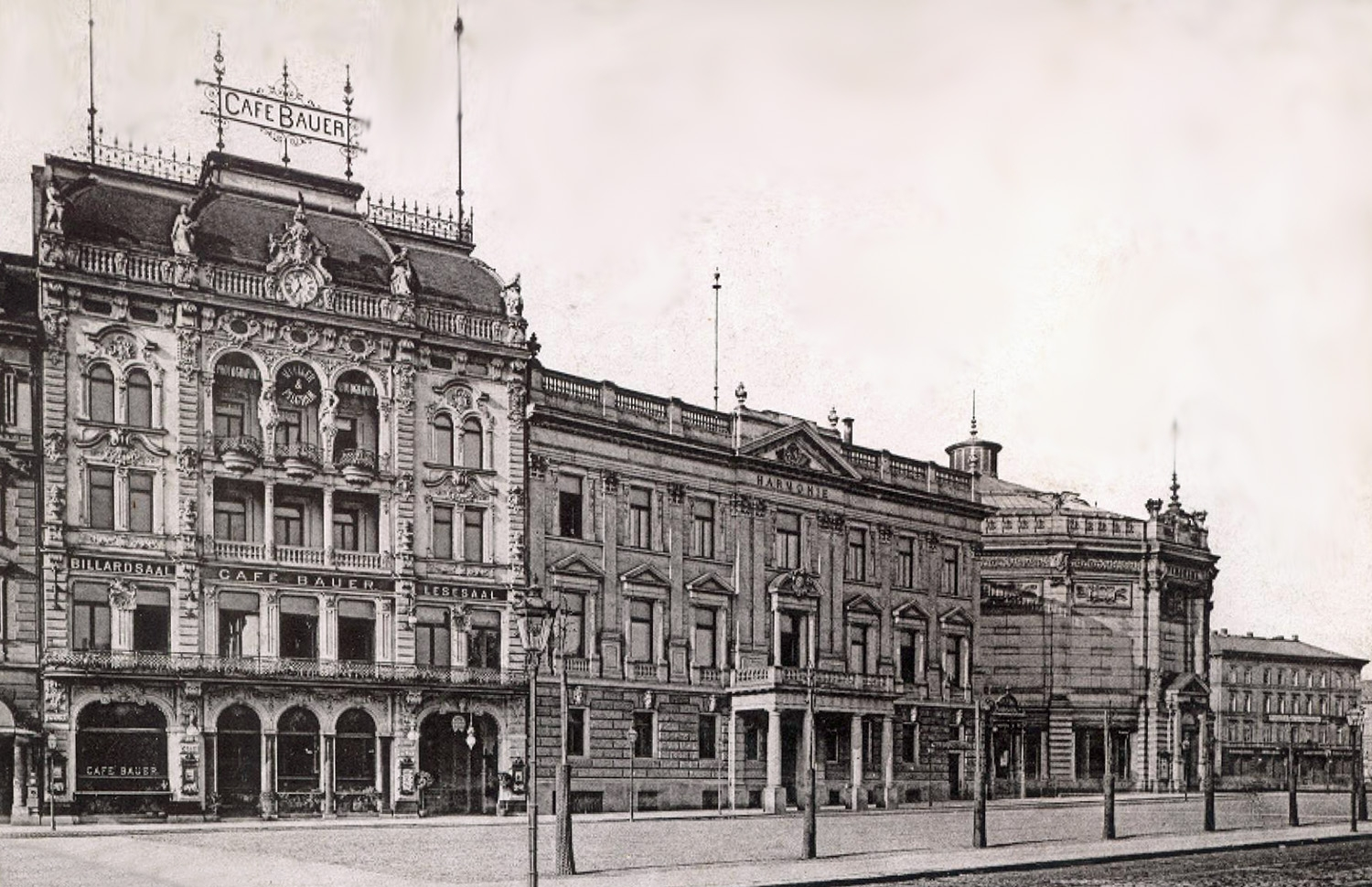
Das Café Bauer in Front mit dem Gesellschaftshaus Harmonie und dem Panorama
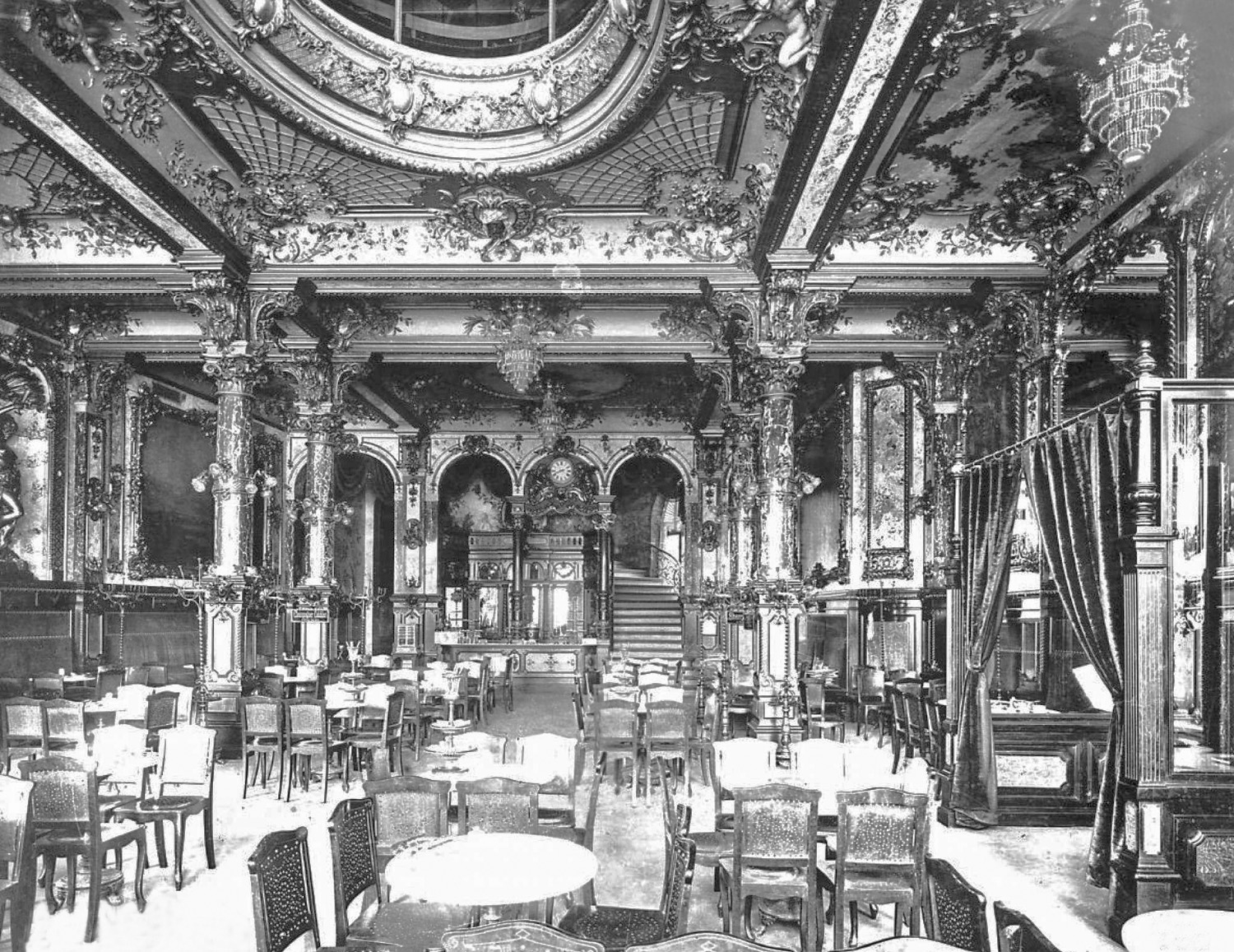
Der Gastraum des Café Bauer im Erdgeschoss
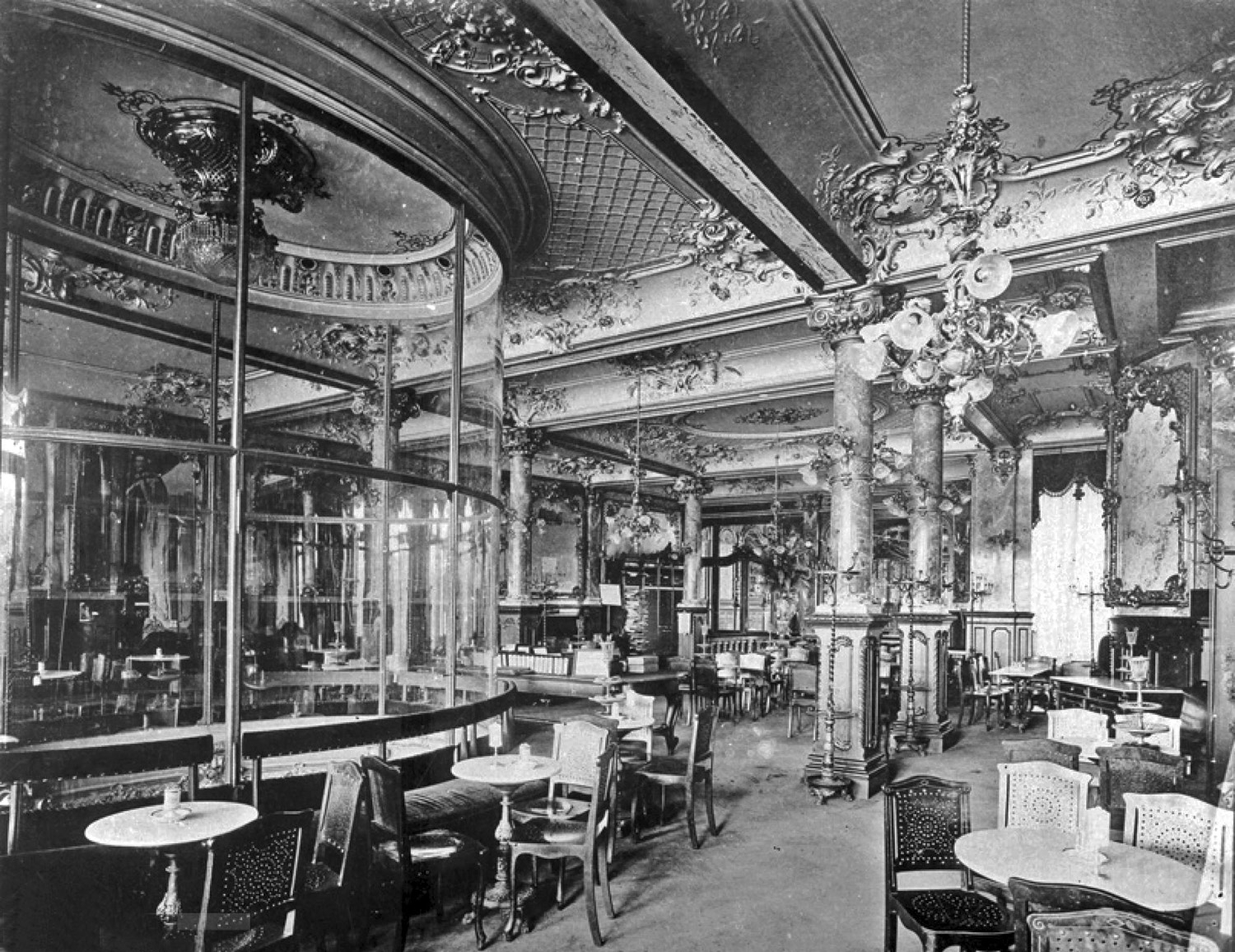
Der Gastraum des Café Bauer in der ersten Etage
Am Roßplatz als die Pleißenburg noch stand
Der Roßplatz mit dem Neuen Rathaus im Hintergrund